# پیرلوئیجی ماگری
پیرلوئیجی ماگری (انگلیسی: Pierluigi Magri؛ زادهٔ ۱۴ مارس ۱۹۴۰) بازیکن فوتبال اهل ایتالیا است.
از باشگاه‌هایی که در آن بازی کرده‌است می‌توان به باشگاه فوتبال آلساندریا، باشگاه فوتبال لچه، باشگاه فوتبال برشا، و باشگاه فوتبال وارزه اشاره کرد.